# عاصفة سوداء

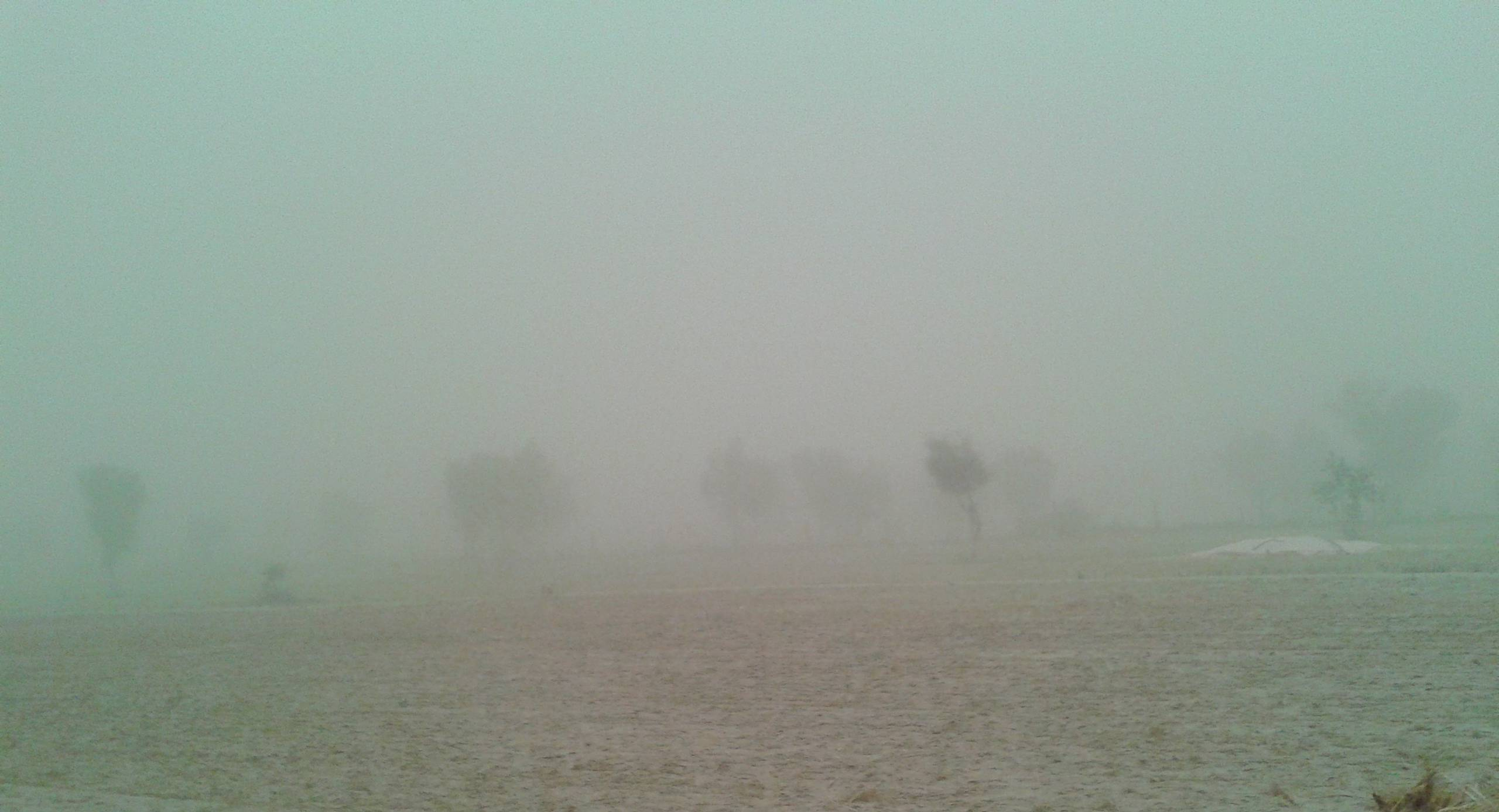
صورة التقطت أثناء العاصفة السوداء.

العاصفة السوداء (بالإنجليزية: Black storm) ، تسمى محليًا Kali Andhi في جنوب آسيا (الهندية: काली आँधी، الأردية: کالی آندھی، المعنى الحرفي: العاصفة السوداء)، وهي نوبات غبار عنيفة تحدث في أواخر الربيع في الأجزاء الشمالية الغربية من منطقة سهل الغانج الهندي من شبه القارة الهندية.
عادة ما تكون قصيرة، لكنها يمكن أن تحجب أشعة الشمس، وتقلل بشكل كبير من الرؤية وتتسبب في تلف الممتلكات والإصابات. إنها مقدمة مشتركة لوصول الرياح الموسمية في السهول الشمالية، ويعتبر شائع جدًا في جنوب البنجاب، في صحراء جولستان وثار في باكستان وراجستان في الهند.